# All I've Got to Do
"All I've Got to Do" är en sång av den brittiska rockgruppen The Beatles, först utgiven den 22 november 1963. Sången är i huvudsak skriven av John Lennon (men krediterad som Lennon–McCartney), och släpptes första gången på gruppens andra studioalbum With the Beatles från 1963. I USA släpptes sången i januari 1964 på albumet Meet the Beatles!.

## Inspelning
The Beatles spelade in sången den 11 september 1963 under en inspelningssession vid EMI Recording Studios (nuvarande Abbey Road Studios) i London i 14 tagningar samt med pålägg på tagning 15.

## Medverkande
- John Lennon – sång, kompgitarr
- Paul McCartney – bakgrundssång, basgitarr
- George Harrison – bakgrundssång, sologitarr
- Ringo Starr – trummor

Medverkande enligt webbplatsen The Beatles Bible.